# Kanada (KZ Auschwitz)

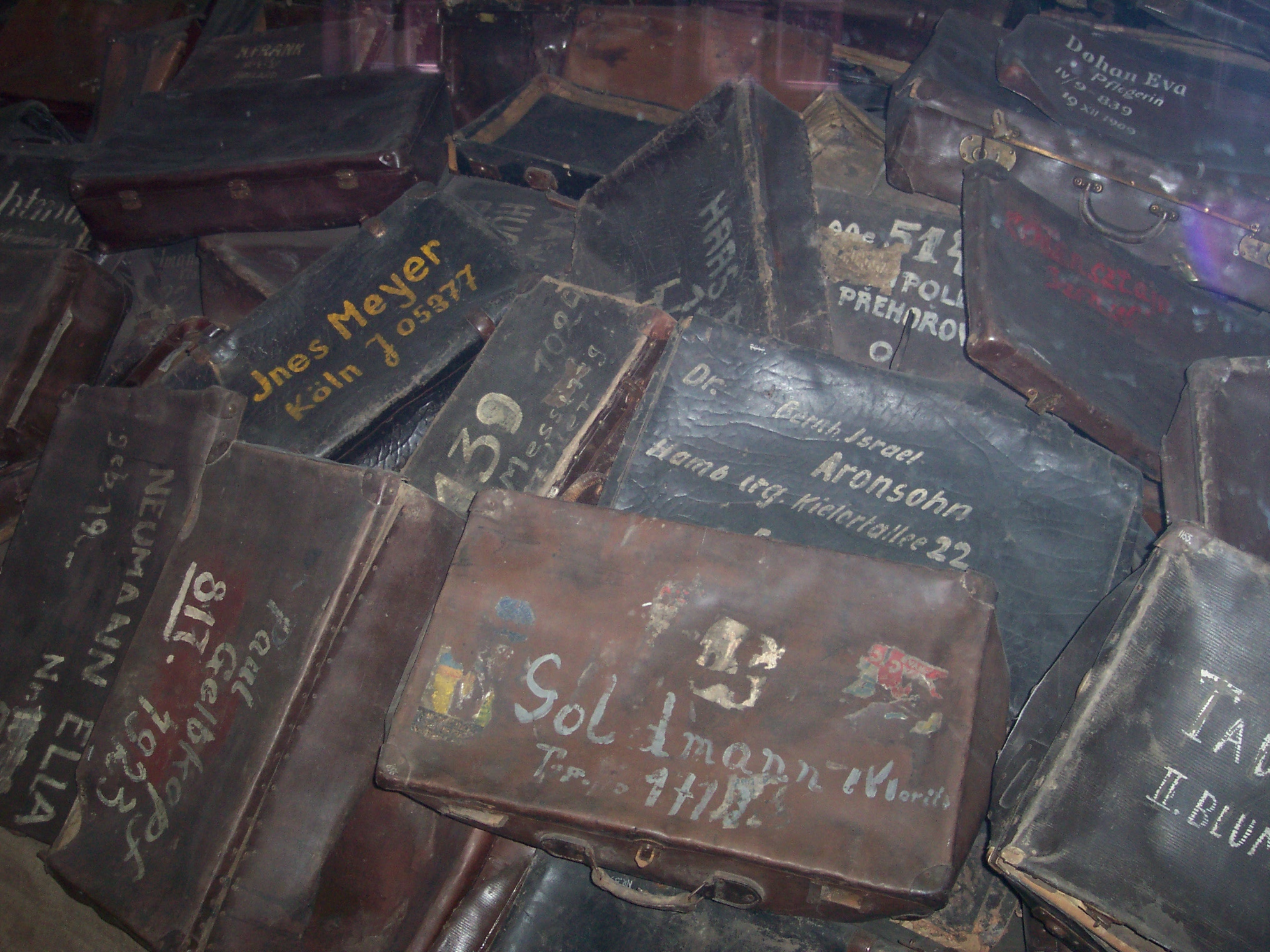
Koffer der in Auschwitz ermordeten Menschen. Ausstellung Materielle Beweise der Gräueltaten in Auschwitz, Stammlager

In den Effektenlagern Kanada des KZ Auschwitz wurden die Wertgegenstände und Habe der eingelieferten registrierten Häftlinge aufbewahrt beziehungsweise jene der Ermordeten weiterverwertet. Die Effektenlager unterstanden der Abteilung Standortverwaltung im Konzentrationslager. Im Lagerjargon des KZ Auschwitz wurden die Effektenlager als „Kanada“ bezeichnet, weil die Häftlinge das wertvolle Raubgut als „Symbol für Reichtum“ mit dem Land Kanada verbanden. Die Bezeichnung „Kanada“ für die Effektenlager wurde später auch von etlichen Angehörigen des SS-Lagerpersonals übernommen.

## Überblick
Im Zuge der Registrierung musste der eingelieferte KZ-Häftling seine gesamte Habe abgeben, die im Effektenlager für die Zeit seiner Inhaftierung aufbewahrt wurde. Ab 1941 existierten Regelungen, dass die Habe von im Lager verstorbenen Häftlingen nicht an die Hinterbliebenen übergeben, sondern dem Deutschen Reich zu übereignen sei.
Die nicht registrierten Häftlinge mussten ihr Gepäck bereits nach der Ankunft im KZ Auschwitz an der Bahnrampe abgeben. Nachdem sie in der Gaskammer ermordet worden waren, untersuchten Häftlinge des Sonderkommandos die abgelegten Kleidungsstücke auf Wertsachen sowie die Körperöffnungen der Ermordeten auf Wertgegenstände. So wurde Zahngold herausgebrochen und das Haar der Ermordeten später von deutschen Firmen zur Filz- und Garnherstellung benutzt. Die Asche sowie Knochenreste der Toten wurde teils für den Straßenbau oder als Dünger verwendet. Die Besitztümer der Ermordeten wurden durch das Arbeitskommando „Kanada“ erfasst, sortiert und in den Magazinbaracken zwischengelagert. Anschließend wurden die Wertgegenstände bzw. auch Kleidung in das Reichsgebiet zur Weiterverwertung transportiert. Edelmetalle und Geld gingen direkt an die Reichsbank. Lebensmittel wurden in den Lebensmittelmagazinen gelagert oder zur Häftlingsverpflegung eingesetzt. Hochwertige Genussmittel wie Kakao und Alkohol etc. wurden für die Lager-SS requiriert. Medikamente und Hygieneartikel wurden z. B. auf dem als Magazin fungierenden Dachboden des Häftlingskrankenbaus im Stammlager verwahrt.
Die Frauen, die diese Tätigkeit verrichteten, wurden Rotkäppchen-Kommandos genannt, denn sie mussten rote Kopftücher tragen. So waren sie für die Kapos sofort von den Neuankömmlingen zu unterscheiden.

## Aufräumungskommando „Kanada“
Die in den Effektenlagern eingesetzten Häftlinge des Aufräumungskommandos arbeiteten im Schichtsystem. Der Einsatz in diesem Kommando war unter den Häftlingen begehrt, da dort noch nicht sortierte und registrierte Gegenstände „organisiert“ werden konnten. Die illegal bei Strafandrohung „organisierten“ Gegenstände wurden aus dem Lagerabschnitt herausgeschmuggelt und konnten gegen notwendige Dinge des alltäglichen Lebens bei anderen Häftlingen oder korrupten Zivilangestellten bzw. Angehörigen des SS-Lagerpersonals eingetauscht werden.

„In den Kleidungsstücken und Schuhen, die von den vernichteten jüdischen Transporten zurückblieben, waren viele kostbare Sachen verborgen. Die Kanada-Häftlinge, die die Gegenstände sortierten, brachten insgeheim und unter großer Gefahr große Kostbarkeiten ins Lager. Dort erhielten sie dafür Lebensmittel, Kleidung, Schuhe, Alkohol und Zigaretten, die von Zivilangestellten und SS-Leuten ins Lager geschmuggelt wurden. Einen Häftling, der organisierte, erkannte man auf den ersten Blick. Er war besser gekleidet und besser genährt. Das allerdings nutzten die SS-Leute und die Häftlingsvorgesetzten aus. Sie verfolgten solche Organisatoren, kontrollierten und erpressten sie. So bildete sich ein regelrechtes Bestechungssystem auf Grund des Faustrechts. In ihren Arbeitskommandos hielten sich die Capos ganze Gruppen von Häftlingen, die für sie organisieren mussten. Wenn man den Häftling beim Organisieren erwischte, nahm ihn der Capo niemals in Schutz, im Gegenteil, er leugnete ab, mit ihm in irgendeiner Verbindung gestanden zu haben.“

Dem Lagerpersonal war es bei angedrohter Todesstrafe verboten, sich an den Wertsachen der Opfer persönlich zu bereichern. Dennoch stahlen und tauschten viele Angehörige des Lagerpersonals Wertsachen der Holocaustopfer. Zur Unterbindung und Untersuchung solcher Diebstähle wurde eine Sonderkommission unter dem SS-Juristen Konrad Morgen eingerichtet. Verurteilungen im Fall von Veruntreuungen sind jedoch nicht bekannt.

## Kanada I
Das aus mehreren Baracken bestehende Effektenlager I (Kanada I) lag nordwestlich des Stammlagers des KZ Auschwitz. Dort waren z. B. 1942 bis 1943 im Zwei-Schichtbetrieb bis zu 1600 KZ-Häftlinge eingesetzt. Im Juli 1944 arbeiteten nach der Inbetriebnahme von Kanada II in Kanada I nur noch 210 Häftlinge.

## Kanada II

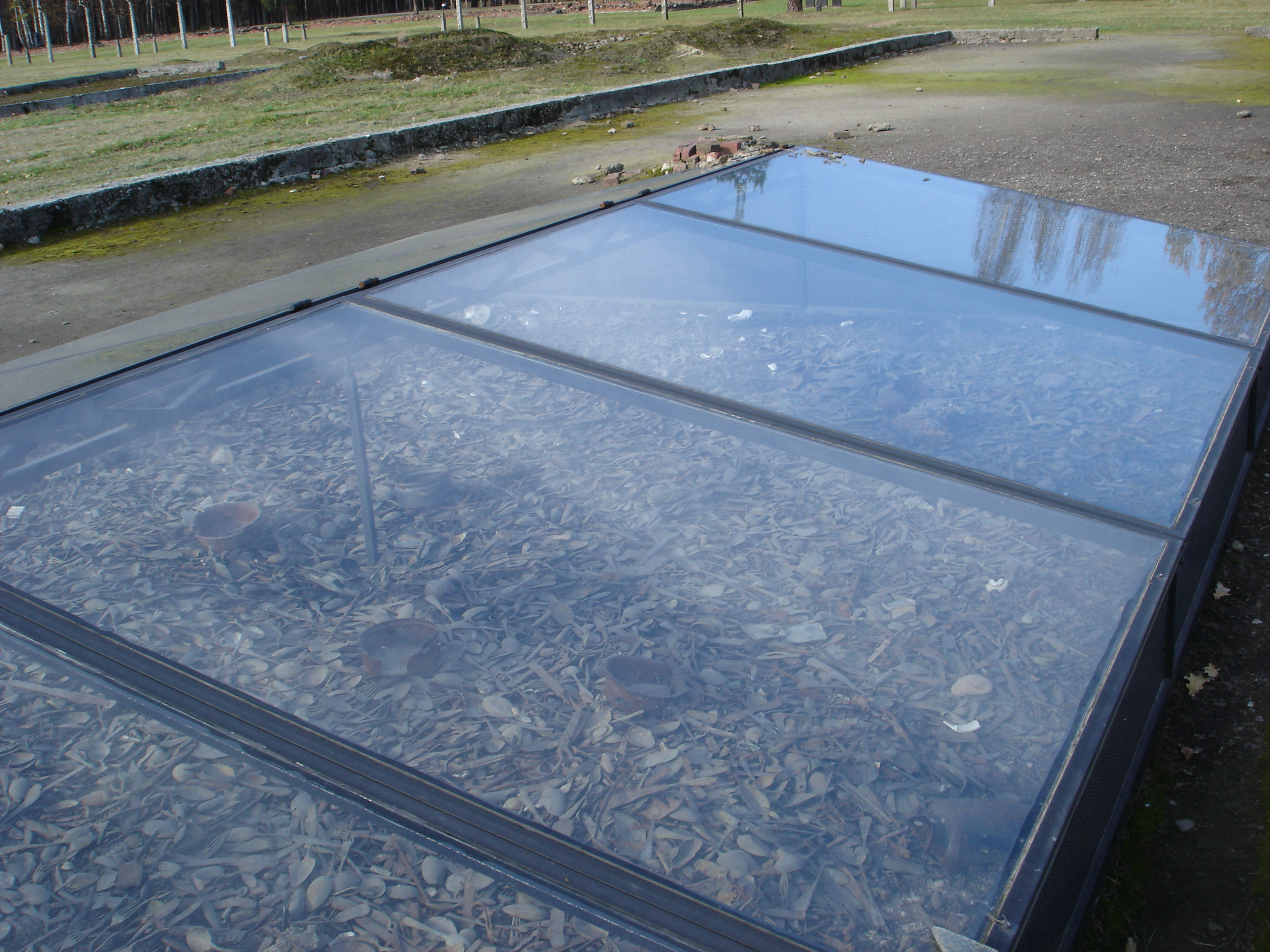
Überreste des Effektenlagers Kanada in Auschwitz-Birkenau

Da die Kapazitäten von Kanada I bald nicht mehr ausreichten, wurde im KZ Auschwitz-Birkenau im Lagerabschnitt BIIg (50° 2′ 20,8″ N, 19° 10′ 8,6″ O) ein neuer Komplex mit 30 Magazinbaracken bei den Gaskammern und Krematorien errichtet und im Dezember 1943 in Betrieb genommen. Größtenteils wurden diese Baracken zur Lagerung und Sortierung des Besitzes von Opfern des Holocaust genutzt, der ihnen nach der Einlieferung in das Konzentrationslager abgenommen worden war. Auch der Besitz der nichtjüdischen registrierten Häftlinge war dort deponiert. Zudem waren die Häftlinge des Kanada-Kommandos dort untergebracht und auf dem Gelände befanden sich auch Büroräume der Lager-SS. In diesem Lagerabschnitt befand sich auch die so genannte Zentrale Sauna; in diesem größeren einstöckigen Aufnahmegebäude wurden die zum Verbleib im Lager vorgesehenen Häftlinge registriert, entlaust, gebadet und erhielten die KZ-Häftlingskleidung. Das Aufräumungskommando „Kanada“ in Birkenau umfasste im Juli 1944 knapp 600 Häftlinge. Nachdem tausende aus Ungarn deportierte Juden in Auschwitz ankamen, wurde dieses Arbeitskommando um 1000 Häftlinge aufgestockt. Mit Stand von Anfang Oktober 1944 waren dort 815 weibliche Häftlinge und einige hundert männliche Häftlinge eingesetzt. Die Holocaustüberlebenden Kitty Hart-Moxon und Krystyna Żywulska gehörten dem Aufräumungskommando „Kanada“ an.
Wenn die Magazine in Kanada I und II nicht mehr für die Aufnahme des vielen Raubguts ausreichten, wurden die Habseligkeiten der Holocaustopfer auch in anderen Lagerabschnitten beziehungsweise sogar unter freiem Himmel zwischengelagert.

## Nach der Lagerauflösung
Im Zuge der „Räumung“ des KZ Auschwitz zündeten am 23. Januar 1945 SS-Männer 30 mit der persönlichen Habe ermordeter Häftlinge gefüllte Magazinbaracken an, die nach Tagen vollkommen abbrannten. Wahrscheinlich konnten die dort eingelagerten Sachen nicht mehr ins Reichsinnere geschafft werden. Zudem sollten die Spuren des Verbrechens verwischt werden und die Sachen auch nicht der vorrückenden Roten Armee in die Hände fallen können. Nach der Befreiung des Lagers befanden sich noch in zwei von sechs nicht ausgebrannten Baracken aus Kanada I zigtausende Kleidungsstücke und Gegenstände des täglichen Lebens. Zudem standen an der Bahnrampe des KZ Auschwitz-Birkenau noch sieben Waggons gefüllt mit Kleidung und Bettwäsche.